# 명진여객
합자회사 명진여객(合資會社 明進旅客)은 경기도 의정부시의 시내버스 자회사이고, 본사는 경기도 의정부시 낙양동에 있다. KD운송그룹 계열사 중 유일하게 합자회사이다.

## 역사
- 1971년 2월 6일: 회사 설립
- 1975년 5월 30일: 본사를 의정부시 금오동으로 이전
- 1995년 12월 30일: 경기도 동두천시 지행동에 지점 설치.
- 1990년대: 후반 경기고속, 대원고속에 노선을 매각하였다. (13번, 15번, 15-1번, 16번만 현재 존재)
- 2003년: 양주영업소를 방계회사인 진명여객으로 분사
- 2004년 4월: 시외버스 오산시외버스터미널 ~ 신논현역 노선을 용남고속으로 양도 (현재는 직행좌석버스 5300번으로 형간 전환됨)
- 2004년 12월 27일: 최초로 좌석버스 명진여객 1000번을 의정부~종로1가를 신설했다.
- 2005년 초: 시내버스 72-1번이 선진시내버스에서 받아 노선 인수했다.
- 2007년 5월 5일: 좌석버스 1000번-> 좌석버스 1001번 노선 변경했다.
- 2008년: 의정부터미널차고지가 폐쇄되면서 1-1번과 1-2번과 111번은 민락동공영차고지로 종점변경, 21번은 가능동차고지로 종점변경, 25번과 25-1번은 의정부차고지로 종점이 변경되었다.
- 2008년: 명진여객 28번이 진명여객으로 이관했다.
- 2008년 5월 8일: 진명여객과 같이 KD운송그룹으로 인수되면서 허상준 (허명회의 아들)이 경영하기 시작하였다.
- 2008년 8월 9일: 명진여객과 진명여객 공동인 22-1번이 최종 폐지되었다.
- 2011년 1월 1일: 좌석버스 1001번-> 도시형 111번 노선 변경했고, 진명여객 22번(덕정동)을 인수했다.
- 2012년 3월 2일: 시내버스 22번(덕정동)이 신한대학교 동두천캠퍼스 단축 및 수유역으로 연장
- 2012년 4월: 시내버스 22번(덕정동)이 37번으로 번호를 변경했다,
- 2012년 5월: 명진여객 10-5번 노선이 폐선되었다.
- 2012년 5월 22일: 본점을 의정부시 금오동에서 낙양동으로 이전
- 2012년 7월 9일: 경기운수 2번이 신설로 인하여 명진여객 1-6번 폐선되었다.
- 2012년 8월 20일: 경기운수 2번이 폐지되면서 명진여객 1-2번 신설했다.
- 2012년 9월 9일: 명진여객 17번 노선이 폐선되었다.
- 2014년 9월 13일: 명진여객 21-1번 노선만 폐지되었다.
- 2015년 1월 11일: 명진여객 22번 의정부역~남양주 경복대 노선 신설했다.
- 2015년 3월 9일: 명진여객 10-2번 신설후 명진여객 10-1번 수유역으로 연장 및 명진여객 37번 의정부역으로 단축하였다.
- 2015년 5월 8일: 명진여객 37번 최종 폐지되었다.
- 2015년 5월 11일: 명진여객 22번(의정부)에서 명진여객 21번에 통합했다.
- 2015년 8월 2일: 지선버스 대원여객 1152번이 폐선되면서 도시형 111번이 민락2지구 연장했다.
- 2015년 7월 14일: 신성운수의 불광역 - 의정부 노선인 34번과 360번을 인수했다.
- 2015년 8월 31일: 평안운수 2번 폐선후 기존 노선은 명진여객 21번에 통합후 경민대 연장. 홈플러스 경유. 민락2지구 경유 한다.
- 2015년 9월 21일: 명진여객 21번 금곡교~본자일입구 구간 기존 운행 후 곤제역~귀락마을 구간 미운행 후 명진여객 72-1번은 경기도청북부청사역을 경유 하였다.
- 2016년 2월 1일: 명진여객 1-3번 출근급행 버스신설 및 하행시 기존노선 운행을 실시한다.(하행시 1-1번 기존운행)
- 2016년 3월 27일: 명진여객 26번,27번 의정부-남면산업단지 구간 신설운행
- 2017년 1월 1일: 경기도 의정부시 호국로에 금오동영업소 설치.
- 2017년 8월: 시내버스 10-3번 신설
- 2018년 1월 20일: 시내버스 111번 신평화로경유 직통으로 노선 변경
- 2018년 3월 1일 ~ 6월 30일: 경기도청북부청사 리모델링 공사으로 인하여 우회 운행 (10번, 72-1번)
- 2018년 4월 16일 : 시내버스 10-5번이 의정부차고지~도봉산역 신설운행
- 2018년 5월 28일 : 가능동차고지 폐선으로 인하여 시내버스 21번을 경기운수으로 양도하고, 시내버스 21-1번도 같이 폐선되었다
- 2018년 7월 12일 : 시내버스 10-5번 노선 폐선
- 2019년 4월 8일 : 시내버스 111번은 하계역으로 단축, 시내버스 10-1번은 송산동-도봉산역로 단축, 시내버스 10-3번은 정규노선화
- 2020년 1월 2일 : 시내버스 10-3번이 평일 출퇴근 시간대에만 운행하는 노선으로 변경되었다.
- 2020년 1월 9일 : 시내버스 1-2번이 의정부시 구간 미경유, 갈매지구 구간 경유, 경기여객에 양도 되었다.
- 2020년 3월 12일 : 시내버스 25번이 코로나바이러스감염증-19으로 인해 운행이 중단
- 2020년 4월 20일 : 시내버스 10번 노선폐선
- 2020년 12월 14일 : 시내버스 34번이 의정부역.양지마을 경유
- 2020년 12월 28일: 서울, 동두천, 금오동영업소 지점 모두 폐쇄.
- 2021년 8월 2일 : 시내버스 111번이 대원여객 간선버스으로 이관.
- 2022년 5월 26일: 직행좌석버스 1102번을 의정부~서울역 신설
- 2022년 10월 25일 : 시내버스 57-1번 신설노선
- 2024년 1월 1일 : 25-1번버스가 경기도형 준공영제인 시내버스 공공관리제를 시행
- 2024년 3월 4일 : 직행좌석버스 1205번 의정부~상봉역 신설
- 2024년 7월 1일 : 시내버스 34번 운행중단, 이후 노선 인가를 진명여객의 양주37번으로 넘기면서 폐선
- 2025년 4월 1일 : 시내버스 57-1번이 평안운수으로부터 이관

## 현황
2021년 1월 기준이다.
| 운행업체      | 보유 노선수 | 보유 노선수 | 보유 노선수 | 보유 노선수 | 보유 노선수 | 등록 대수 | 등록 대수 | 등록 대수 | 등록 대수 | 등록 대수 |
| ------------- | ----------- | ----------- | ----------- | ----------- | ----------- | --------- | --------- | --------- | --------- | --------- |
| 운행업체      | 노선 합계   | 광역급행    | 직행좌석    | 일반좌석    | 시내일반    | 대수 합계 | 광역급행  | 직행좌석  | 일반좌석  | 시내일반  |
| 명진여객 (KD) | 12          | -           | -           | -           | 12          | 86        | -         | -         | -         | 86        |

## 운행 노선
낙양동 본사 노선
- ● 1-1번: 의정부시 낙양동공영차고지 - 경기도청북부청사 - 의정부터미널 - 제일시장.이안더센트로의정부 - 동국대사범부속영석고등학교 - 청학리 - 퇴계원 - 구리시립묘지 - 배탈고개 - 교문사거리 - 구리경찰서 - 워커힐아파트 - 강변역(B)
- ● 10-1번: 의정부시 낙양동공영차고지 - 어룡역 - 충의중학교 - 산들마을주공 - 청구아파트 - 만가대사거리 - <신평화로 경유> - 도봉산역광역환승센터 (이 노선은 평안운수에서 받은 노선이다. 2019년 4월 8일부터 노선 변경)
- ● 72-1번: 의정부시 낙양동공영차고지 - 송산주공 - 홈플러스 의정부점 - 신곡중학교 - 장암역 - 수락산역 - 상계주공7단지, 광림교회 - 노원역 9번출구 (2005년에 선진시내버스에서 받은 노선이다.)
- ● 1102번: 의정부시 낙양동공영차고지 - 송산주공9단지 - 효자중학교 - 경기도청북부청사 - 신곡동e편한세상 - 신곡현대아파트 - 구.306보충대 - 솔뫼중학교 - <신평화로 경유> - 도봉산역(중) - <도봉로 경유> - 수유역(중) - <동소문로 경유> - 명륜3가(상) / 혜화역(하) - 종로2가(중) - <남대문로 경유> - 서울역버스환승센터 (2022년 5월 26일 신설노선)
- ● 1205번: 의정부시 낙양동공영차고지 - 송양고등학교 - 민락엘레트19단지후문 - 고산대방노블랜드 - 고산한양수자인2.3단지 - 동의정부IC(경유) - <구리포천고속도로 경유> - <북부간선도로 경유> - 신내능마을 - 망우역, 망우지구대(중) - 상봉역 (2024년 3월 4일 신설노선)

민락동 영업소 노선
- ● 10-2번: 의정부시 민락동 차고지(민락2지구) - 양지마을 - 부용마을아파트 - 이마트 - 활기체육공원 - <신평화로 경유> - 도봉산역광역환승센터 (2015년 3월 9일 신설)
- ● 10-3번: 의정부시 민락동 차고지(민락2지구) - 송양고등학교 - 부용마을아파트 - 민락중학교 - 만가대사거리 - <신평화로 경유> - 도봉산역광역환승센터 (2020년 1월 2일부터 평일 출퇴근 시간에만 운행으로 변경)

의정부 영업소 노선
- ● 25-1번: 의정부을지대학교병원 - 제일시장.이안더센트로의정부 - 의정부역, 농협앞 - 가능역 - 양주역 - 덕계동 - 덕정역 - 은현면 - 남면 구암리 LCD 산업단지 - 25사단 - 범륜사 - 적성터미널 (구 125번 -> 25-2번, 2024년 1월 1일부터 경기도형 준공영제 실시)
- ● 360번: 의정부시 금오중학교 - 가능역 - 홍선광장 - 동명빌라 - 송추역 - 장흥 - 삼하리 - 지축지구 - 은평뉴타운 - 구파발역 - 불광역 (구 36번, 이 노선은 신성운수에서 이관 받은 노선이다.)

## 이전 보유 노선

### 도시형버스
- ● 1-2번: 의정부버스터미널 - 시장앞 - 306보충대 - 청학리 - 덕송리 - 화접리 - 교문사거리 - 도농동(남양주군청) - 남양주시 금곡동 (구리시 교문사거리 경유, 현 1-2번과 무상관)
- ● 1-2번: 청학리 - 별내리슈빌아파트 - 별내역 - 갈매스타힐스 - 배탈고개 - 교문사거리 - 구리경찰서 - 강변역 (B번 승강장에 정차, 2020년 1월 9일부로 의정부시구간은 미경유, 경기여객으로 양도)
- ● 1-3번(출근형): 의정부시 낙양동공영차고지 - 경기도청북부청사 - 제일시장앞 - 만가대 - 수락산입구 - 청학리주공5단지 - 임송 - 퇴계원극동아파트 - 동구동주민센터 - 배탈고개 - 구리시청 - 구리경찰서 - 강변역 (B번 승강장에 정차함)(하행시 1-1번 기존 경로운행, 2016-02-01 신설, 1-1번차량으로 운행, 2024년 10월1일부로 폐선)
- ● 1-6번: 의정부시 낙양동차고지 - 경기도북부청사 - 의정부터미널 - 용현동 - 남양주시 청학리 - 중말삼거리 - 주을래마을 - 동구릉 - (구리시 교문사거리) - 강변역 (주을래마을 경유)
- ● 9번: 의정부시 민락동차고지 - 송양초교 - 이마트 - 산들마을4단지 - 민락중학교 - 산들마을1단지 - 송산주공 - 경기도북부청사 - 신곡동 - 의정부터미널 - 가능역 - 신촌교차로 - 녹양동현대아파트 (의정부 코스트코 경유, 이 노선은 평안운수으로부터 인수)
- ● 10번: 의정부시 송산동종점 - 금오주공3단지 - 과학도서관 - 신곡중학교 - 장암주공 - 회룡역 - 호원중학교 - 도봉산역 (2020년 4월 20일부로 폐선)
- ● 10-2번: 의정부시 자일동 귀락마을 - 송양초교 - 산들마을 - 롯데마트 - 효자중학교 - 홈플러스 - 의정부우체국 - 신곡동 - 장암주공 - 회룡역 - 망월사역 - 도봉고등학교 (산들마을아파트-도봉산역 구간은 명진여객 10번과 동일, 현 10-2번과 무상관)
- ● 10-3번: 의정부시 낙양동차고지 - 효자중학교 - 홈플러스 - (금신로 직통) - 용현동 - 장암주공 - 회룡역 - 망월사역 - 도봉산역 (민락1지구 경유, 신평화로 직통)
- ● 10-5번: 의정부시 민락동 - 의정부성모병원 - 롯데마트(장암점) - 하수처리장 - 도봉산역 (장암동 롯데마트 경유)
- ● 10-5번: 의정부시차고지 - 녹양역 - 경기도교육청 북부청사 - 신곡중학교 - 장암주공 - 발곡중학교 - 회룡역 - 망월사역 - 도봉산역 (2018년 4월 16일 신설, 평안운수 12-1번 대체 노선, 2018년 7월 12일 폐선)
- ● 17번: 의정부시 민락동 - 홈플러스 - 효자중학교 - 송산주공 - 청구아파트 - 의정부교도소 - 덕릉교장 - 당고개역 (출퇴근 시간대만 운행)
- ● 20번: 민락동차고지 - 롯데마트 - 산들마을 - 청구아파트 - 용현동 - 의정부역 - 의정부버스터미널 - 천보중 - 홈플러스의정부점 - 경기북부지방경찰청 - 의정부성모병원
- ● 20-1번: 롯데마트 - 만가대 - 306보충대 - 장암지구 - 롯데, 신도아파트
- ● 21번: 가능동기점 - 경민대학 - 의정부역, 서부광장 - 의정부역, 동부광장 - 의정부시장앞(상행)/의정부경찰서(하행) - 의정부시외버스터미널 - 천보중학교 - 의정부성모병원 - 축석검문소 - 직동리 - 광릉 - 광릉내 - 진벌리 - 경복대학(남양주시) (평안운수 2번 통폐합 노선및 2018년 5월 28일으로부터 경기운수으로 양도)
- ● 21-1번: 가능동기점 - 경민대학 - 의정부역, 서부광장 - 의정부역, 동부광장 - 의정부시장앞(상행)/의정부경찰서(하행) - 의정부시외버스터미널 - 천보중학교 - 의정부성모병원 - 축석검문소 - 직동리 (2018년 5월 28일부로 경기운수으로부터 양도하면서 폐선)
- ● 21-1번: 경복대학(남양주시) - 경민대학 (21번 차량으로 운행 후 본노선에 통합)
- ● 22번:  가능동기점 - 경민대학 - 의정부역, 서부광장 - 의정부역, 동부광장 - 의정부시장앞(상행)/의정부경찰서(하행) - 의정부시외버스터미널 - 천보중학교 - 의정부성모병원 - 축석검문소 - 직동리 - 광릉 - 광릉내 - 진벌리 - 경복대학(남양주시) (평안운수에서 노선 인수. 2015년 5월 11일 21번에 통합)
- ● 22번: 양주시 덕정주공 - 덕계동 - 샘내 - 양주역 - 가능역 - 의정부역, 흥선지하차도 (덕정성당 경유, 37번으로 노선변경)
- ● 22-1번: 양주시 덕정주공 - 덕정상당 - 덕계동 - 양주역 - 가능역 - 의정부역, 흥선지하차도 (덕정성당 경유, 진명여객 31번 대체)
- ● 25번: 의정부시 경기도교육청 북부청사 - 의정부역, 농협앞 - 가능역 - 양주역 - 덕계동 - 덕정사거리 - 은현면 - 남면 구암리 LCD 산업단지 - 25사단 - 범륜사 - 적성터미널 (덕정역 미경유, 코로나19으로 인하여 운행중단)
- ● 25-2번: 서정대학교 - 양주경찰서 - 덕계동 - 양주역 - 의정부터미널 - 장암지구 - 도봉산역 (도시형버스 25-1번으로 통합후 적성터미널 ~ 의정부시 경기도교육청 북부청사 노선변경)
- ● 25-2번: 의정부시 경기도교육청 북부청사 - 의정부역, 농협앞 - 가능역 - 양주역 - 덕계동 - 덕정역 - 은현면 - 남면 구암리 LCD 산업단지 - 남면행정복지센터.남면농협 (2024년 2월 1일부로 폐선되고 양주교통 91-1번으로 대체 된다,)
- ● 26번: 의정부시 경기도교육청 북부청사 - 의정부역, 농협앞 - 가능역 - 양주역 - 덕계동 - 덕정사거리 - 은현면 - 남면 구암리 LCD 산업단지 - 25사단 - 범륜사 - 적성터미널 (25번 차량으로 오전운행, 일자 미상 폐선)
- ● 27번: 의정부시 경기도교육청 북부청사 - 의정부역, 농협앞 - 가능역 - 양주역 - 덕계동 - 덕정사거리 - 은현면 - 남면 구암리 LCD 산업단지 - 25사단 - 범륜사 - 적성터미널 (25번 차량으로 오후운행, 일자 미상 폐선)
- ● 28번: 양주시 덕정역 - 덕정주공 - 덕정역 - 서정대학 - 은현면사무소 - 은현면 봉암리 (2008년부로 진명여객으로 노선 양도했다.)
- ● 34번: 의정부시 양지마을 - 금오중학교 - 구터미널 - 의정부역, 농협앞 - 의정부공고 - 경민대학 - 송추유원지 - 예비군훈련장 - 북한산성 - 은평뉴타운 - 구파발역 - 불광역 (이 노선은 신성운수에서 이관 받은 노선이다. 2024년 7월1일부로 운행중단, 이후 노선 인가를 진명여객의 양주37번으로 넘기면서 폐선)
- ● 37번: 동두천시 한북대학교 - 동두천 - 덕정사거리 - 덕계동 - 양주시청 - 의정부역 (구 22번, 이 노선은 진명여객에서 이관 받은 노선이다. 2015년 5월 8일 폐선)
- ● 57-1번: 홈플러스 의정부점 - 천보중학교 - 의정부우체국 - e편한세상신곡포레뷰스타아파트 - 장암역, 석림사입구 (2025년 4월부터 평안운수으로 이관)
- ● 111번: 의정부시 민락동 차고지(민락2지구) - 송양초등학교 - 송산초등학교 - 민락중학교 - 만가대사거리 - <신평화로 경유> - 쌍암사입구 - 장암역 - 수락산역 - 도봉면허시험장 - 중계역 - 하계역 (구 1000번-> 1001번, 2018년 1월 20일부터 노선 변경과 2019년 4월 8일부터 노선 변경, 2021년 8월 2일 페선후 서울면허인 대원여객으로 양도)
- ● 125번: 신산리 - 서정대학 - 덕계동 - 양주역 - 의정부 - 도봉산역 (25-2번으로 변경및 노선변경)

### 좌석버스
- ● 125번: 신산리 - 서정대학 - 덕계동 - 양주역 - 의정부 - 도봉산역 (시내버스 전환)
- ● 138번: 경복대학 - 가채2리 - 포천시청 - 대진대학교 - 송우리터미널 - 이동교2리, 부인터 - 이동교5리,축석검문소 - 의정부성모병원 - 의정부터미널 - 의정부역, 흥선지하차도 <이 노선은 포천교통, 영종여객, 명진여객, 대진운수와 공동 배차하다가 현재는 포천교통에서만 운행한다.>
- ● 1000번: 의정부터미널 - 경기도청 제2청사 - 민락1지구(송산지구) - 신곡동 - 노원역 - 하계역 - 미아사거리 - 고대 - 종로1가 (1001번으로 번호변경)
- ● 1001번: 의정부터미널 - 경기도청 제2청사 - 민락1지구(송산지구) - 신곡동 - 노원역 - 하계역 - 미아사거리 - 고대 - 종로1가  (2011년 1월 도시형버스 111번으로 형간 전환, 하계역 경유, 광화문역 미운행, 의정부시 민락동차고지(민락2지구) 연장)

### 시외버스
- ● 오산시외버스터미널 - 오산시청 - 운암동 주공 3단지 - 오산 나들목 - 경부고속도로 - 반포 나들목 - KCC 사옥 - 신논현역 - 강남역 - 뱅뱅사거리 - 양재역 - 양재시민의숲역 - 양재 나들목 (이 노선은 2004년 4월에 용남고속으로 이관후 현 직행좌석버스 5300번에 운행중)

## 주요 운용 차량
KD운송그룹에 인수되기 전에는 현대자동차의 버스 차종을 위주로 운용하였다.

#### 자일대우버스
- 자일대우 BS090 뉴 로얄미디
- 자일대우 BS106 뉴 로얄시티
- 자일대우 BS110 뉴 로얄논스텝
- 자일대우 FX116 하모니

#### 현대자동차
- 현대 일렉시티
- 현대 뉴 프리미엄 유니버스 프라임

#### CHTC 킨윈
- CHTC 에픽타운
- CHTC 에픽시티

## 갤러리

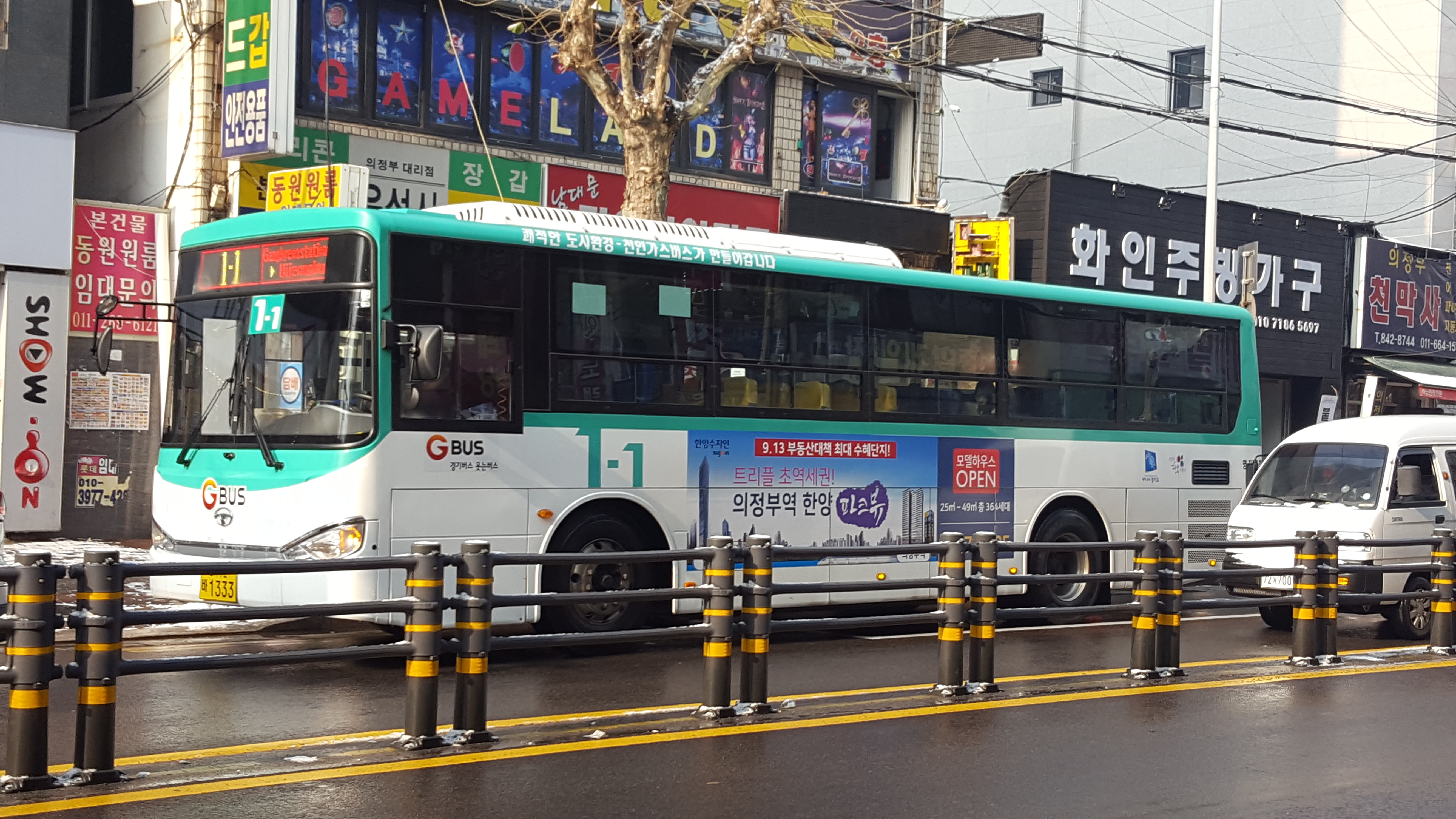
의정부시내버스 1-1번
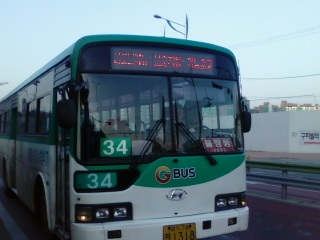
의정부시내버스 34번 (당시 신성운수 운행시절)
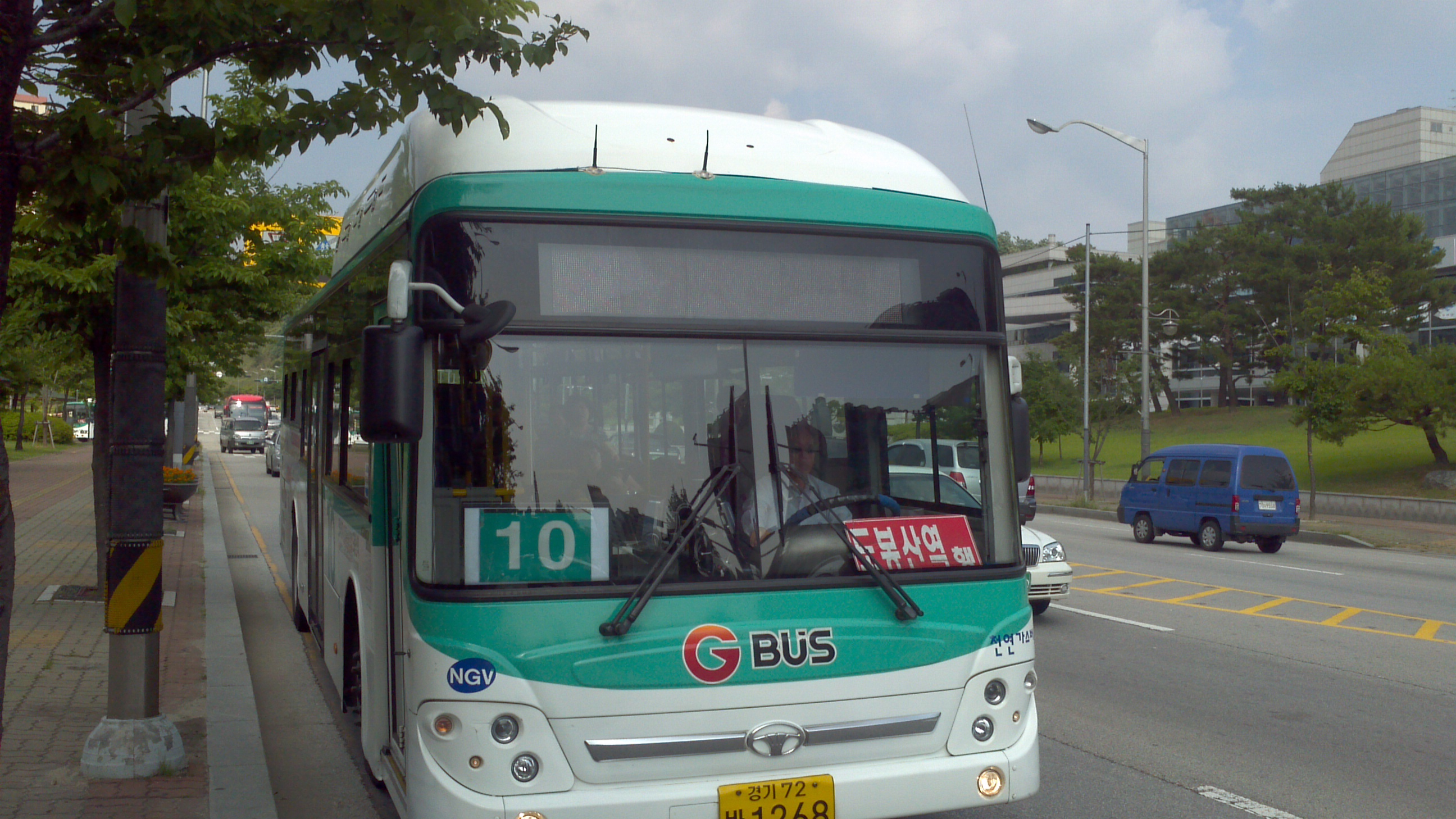
의정부시내버스 구 10번
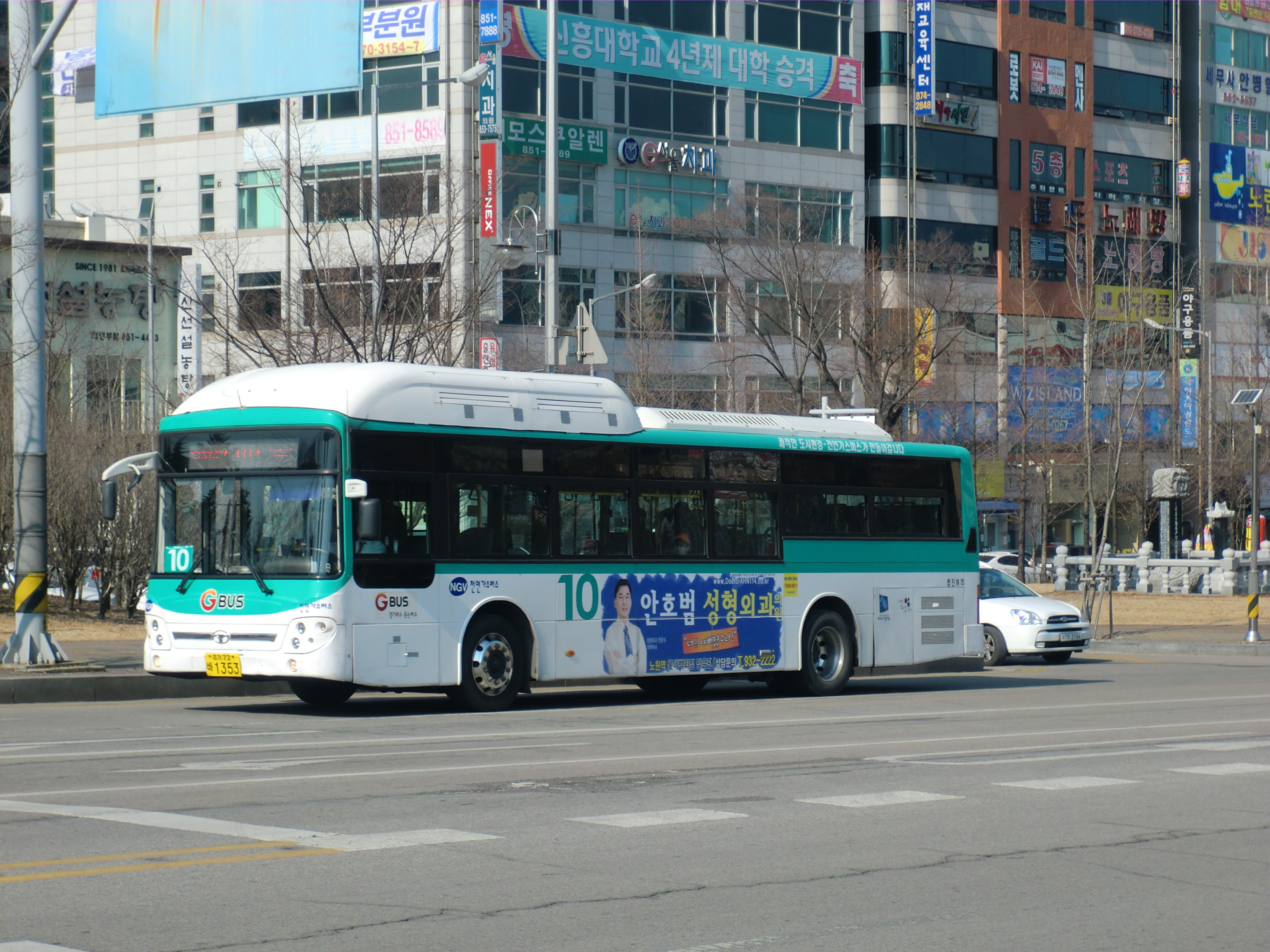
의정부시내버스 구 10번
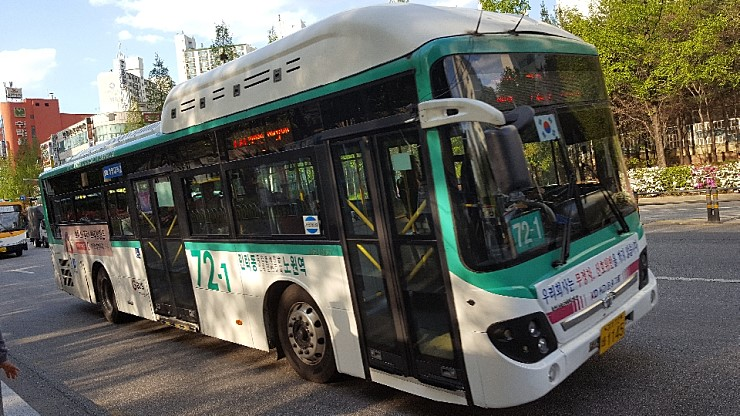
의정부시내버스 72-1번
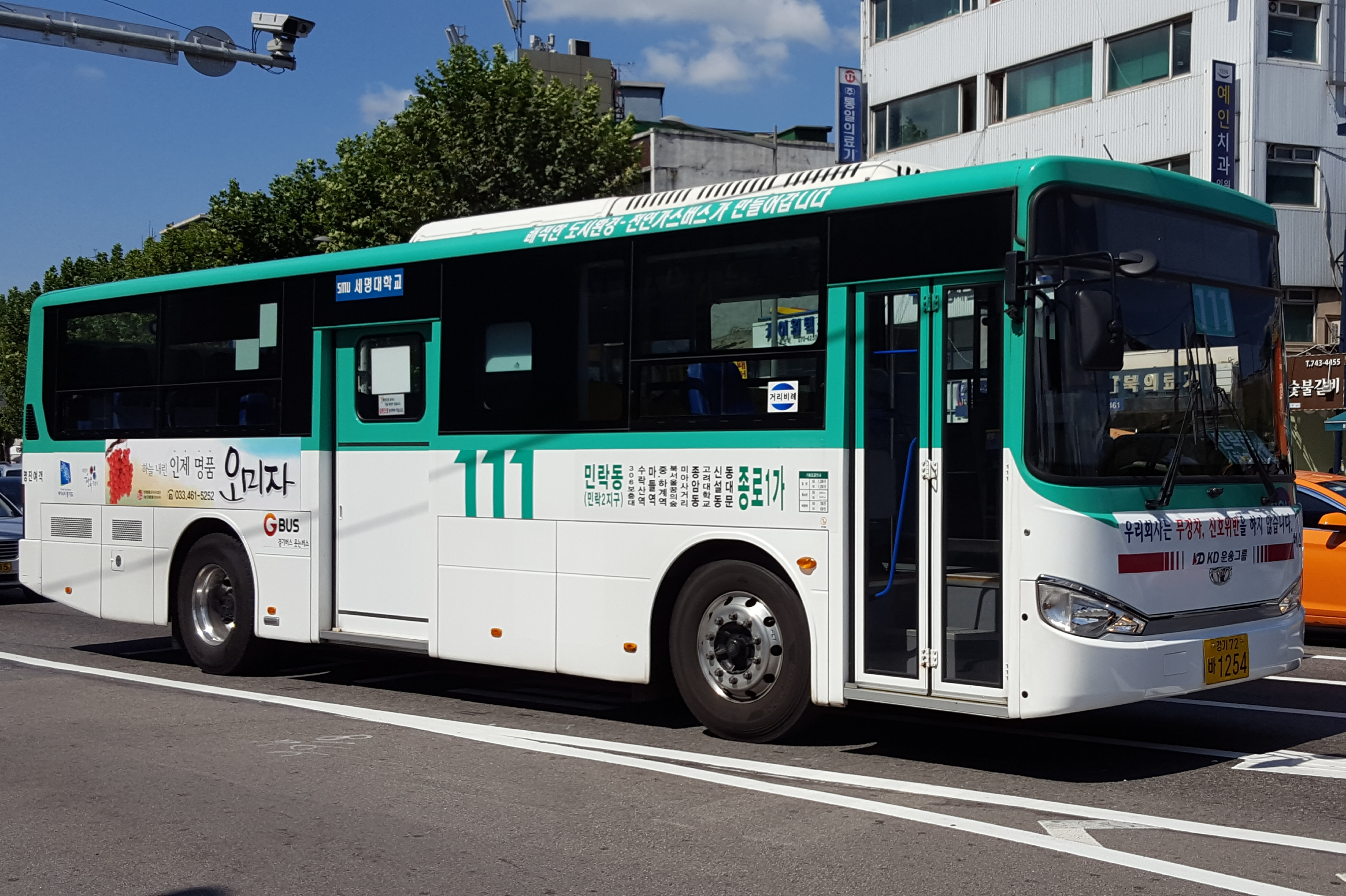
의정부시내버스 구 111번 (현 서울시내버스 111번)
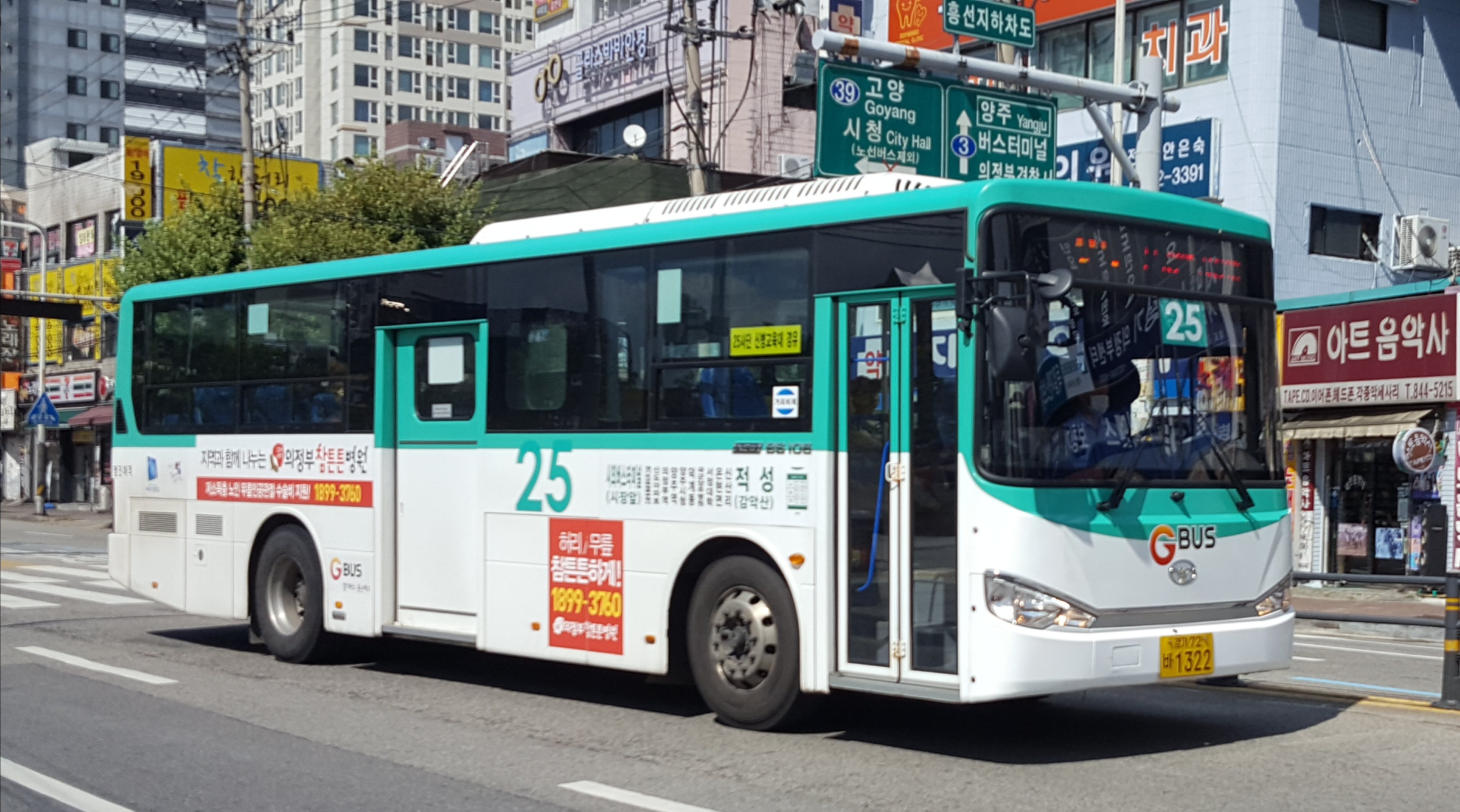
의정부시내버스 구 25번
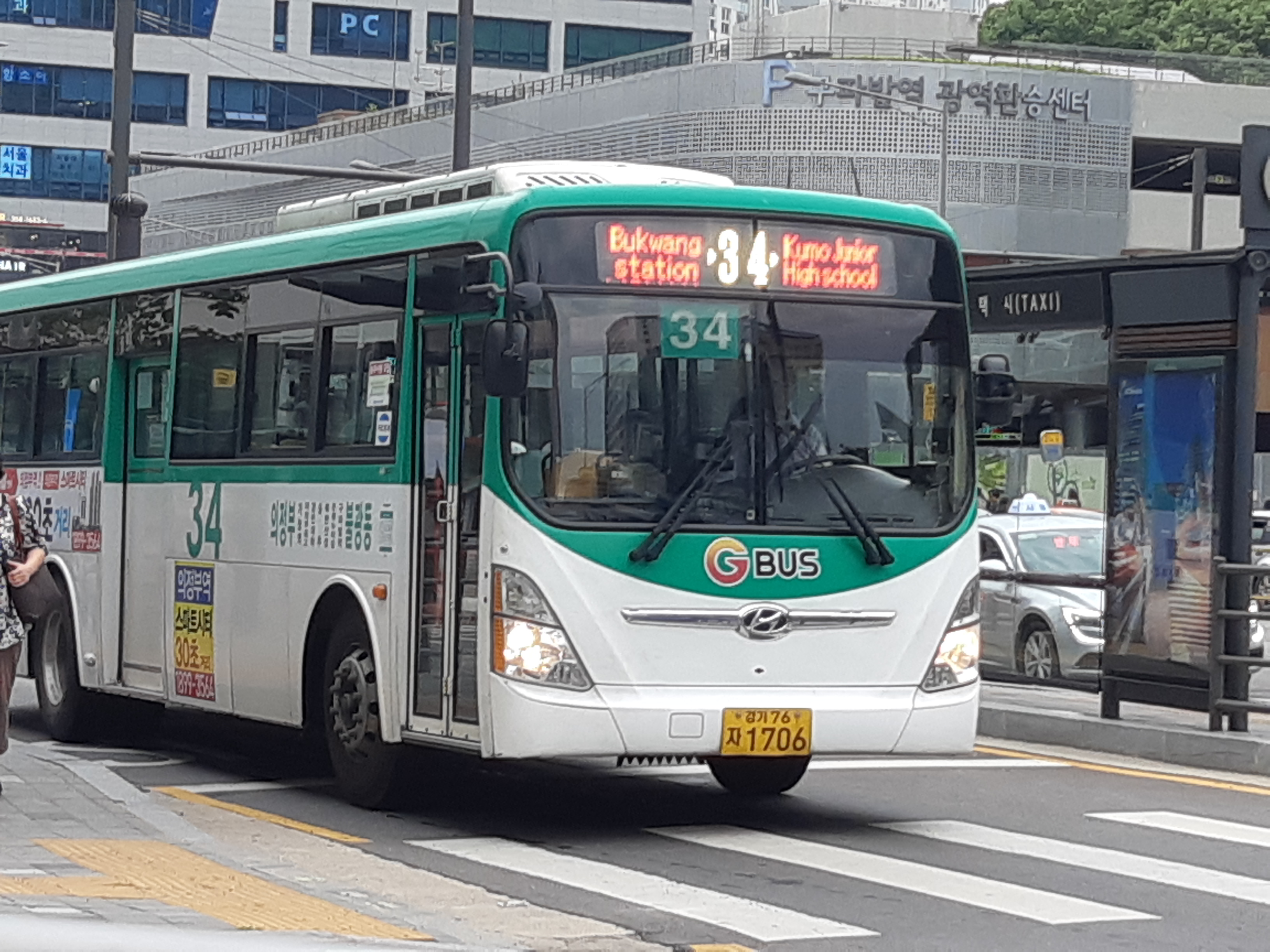
의정부시내버스 34번
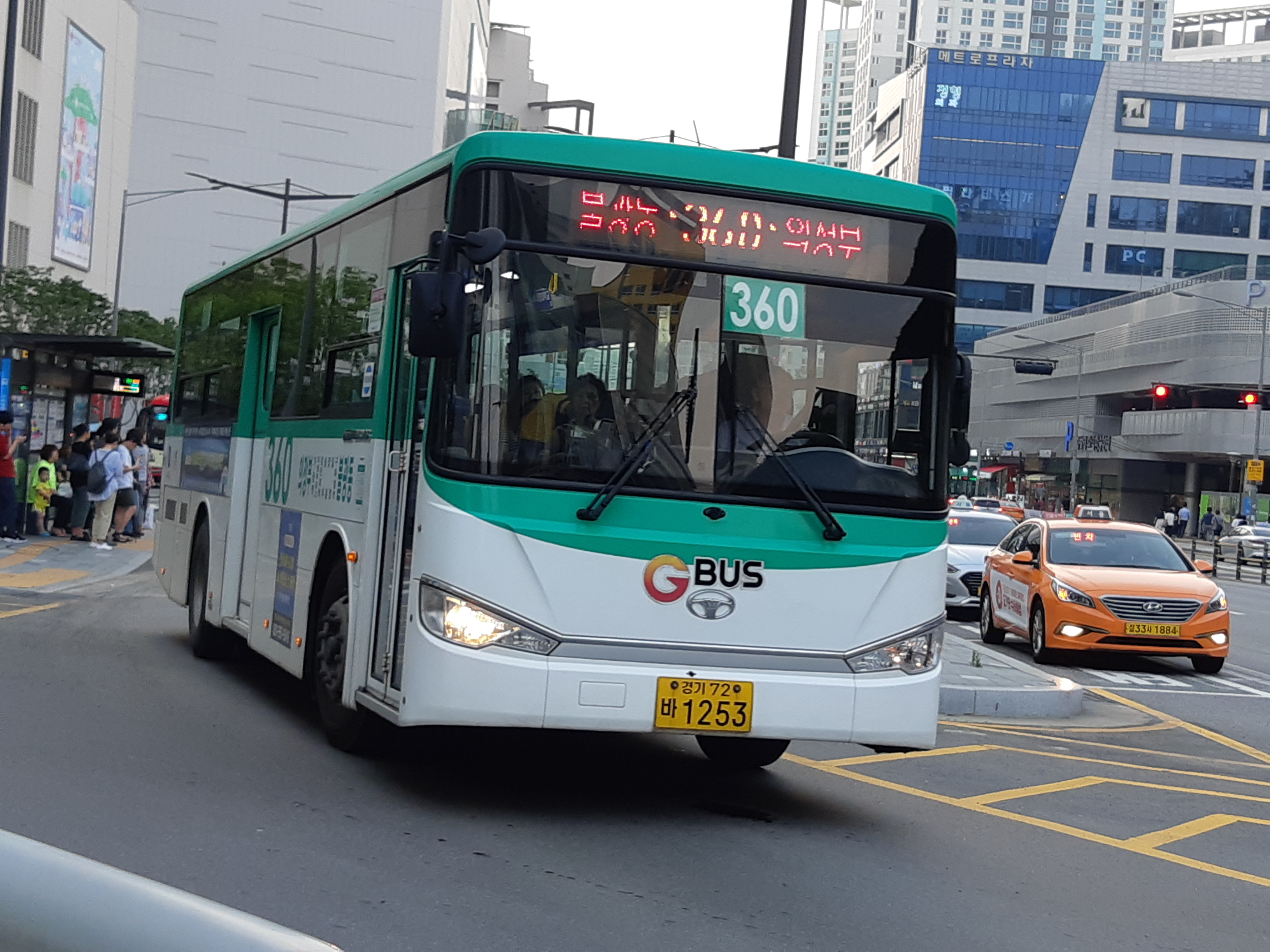
의정부시내버스 360번
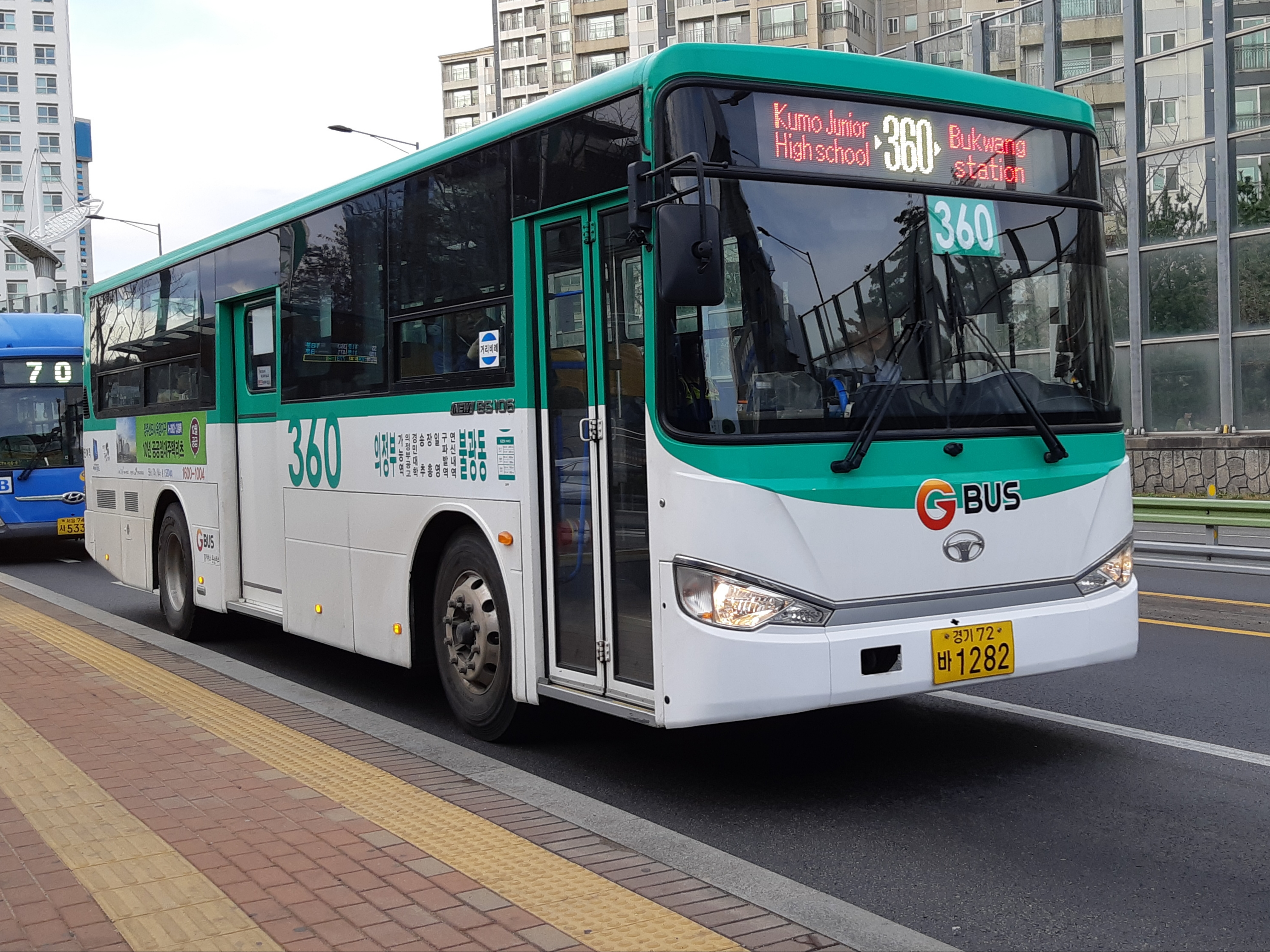
의정부시내버스 360번

## 본점 및 지점 현황[2]
- 본점 : 경기도 의정부시 송현로 128 (낙양동)